# Ursula Flick
Ursula Flick (* 17. November 1924 in Osnabrück; † 1. Oktober 2006 in Celle) war eine deutsche Politikerin (CDU), Oberbürgermeisterin von Osnabrück und Abgeordnete des Niedersächsischen Landtages.

## Leben
Flick wurde nach bestandenem Abitur Ende 1943 zum Kriegsdienst als DRK-Krankenschwester in das Wehrmachtslazarett von St. Angela in Haste eingezogen und begann nach dem Krieg 1947 ein Studium der Geschichte und Germanistik an der Universität Münster, wo sie ihren späteren Mann Fritz Flick kennenlernte. 1949 gingen beide nach Bonn, wo sie ein Jahr später heirateten. Dort gründeten sie 1951 gemeinsam mit einigen Kommilitonen den Ring Christlich Deutscher Studenten (RCDS). Von 1950 bis 1955 war sie tätig als Mitarbeiterin des damaligen Bundestagsabgeordneten und späteren Bundeskanzlers Dr. Kurt Georg Kiesinger. Sie war Mitglied des Verwaltungsrates der Evangelischen Stiftungen Osnabrück und Mitglied des Vorstandes des Diakonischen Werkes im evangelisch-lutherischen Sprengel Osnabrück sowie Präsidentin des Niedersächsischen Städtetages. Sie war verwitwet und hatte zwei Söhne. Ursula Flick starb im Oktober 2006 im Alter von 81 Jahren bei ihrem Sohn Andreas in Celle.

## Politik
Flick war Mitbegründerin des Ringes Christlich-Demokratischer Studenten. Sie war Landesvorsitzende der CDU-Frauenvereinigung Hannover, Bezirksvorsitzende der CDU-Frauenvereinigung Osnabrück-Emsland und auch stellvertretende Vorsitzende des CDU-Bezirksverbandes Osnabrück-Emsland.
Ab 1968 war sie Mitglied des Stadtrates, von 1985 bis 1991 ehrenamtliche Oberbürgermeisterin der Stadt Osnabrück.
Ursula Flick war Mitglied des Niedersächsischen Landtages von der 6. bis zur 10. Wahlperiode vom 6. Juni 1967 bis 20. Juni 1986. Wichtigstes Amt war hier Schriftführerin des Niedersächsischen Landtages vom 22. Juni 1982 bis 20. Juni 1986.

## Ehrungen
- Verdienstkreuz Erster Klasse des Niedersächsischen Verdienstordens
- Verdienstkreuz am Bande des Verdienstordens der Bundesrepublik Deutschland.
- Officer of the Order of the British Empire
- Justus-Möser-Medaille der Stadt Osnabrück